# Marvin Linke
Marvin Linke (* 9. Juni 1992 in Hannover) ist ein deutscher Schauspieler.

## Leben
Nach Gastauftritten in Produktionen wie Die Pfefferkörner, Lutter, Großstadtrevier oder auch Kommissar Stolberg bekam er 2009 eine Hauptrolle in der Seifenoper Unter uns.
Parallel und in der Folge übernahm er immer wieder Rollen in anderen TV- und Kinofilmen, wie z. B. eine der Hauptrollen in den bisher fünf Kinofilmen über das Pferd Ostwind.

## Filmografie (Auswahl)
- 2005: Zwei gegen Zwei (Fernsehfilm)
- 2006: Der Seehund von Sanderoog (Fernsehfilm)
- 2007: Kommissar Stolberg (Fernsehserie, Folge 2x02)
- 2008: Lutter (Fernsehfilm, Blutsbande)
- 2008: Die Pfefferkörner (Fernsehserie, Folge 5x11)
- 2008: Die Gerichtsmedizinerin (Fernsehserie, Folge 2x05)
- 2010–2016: Unter uns (Fernsehserie, 51 Folgen)
- 2010: Großstadtrevier (Fernsehserie, Folge 23x22)
- 2013: Ostwind – Zusammen sind wir frei
- 2014: Nicht mein Tag
- 2015: Ostwind 2
- 2016: No Future war gestern!
- 2016: Verdammt verliebt auf Malle (Fernsehfilm)
- 2016: Der Lehrer (Fernsehserie, Folge 5x09)
- 2017: Ostwind – Aufbruch nach Ora
- 2017: In aller Freundschaft – Die jungen Ärzte (Fernsehserie, Folge 3x33)
- 2017: Club der roten Bänder (Fernsehserie, Folgen 3x04 und 3x05)
- 2018, 2020: Das Boot (Fernsehserie, 16 Folgen)
- 2019: Ostwind – Aris Ankunft
- 2019: SOKO Stuttgart (Fernsehserie, Folge 10x20)
- 2020: SOKO München (Fernsehserie, Folge 45x09)
- 2020: Rosamunde Pilcher – (Fernsehfilm, Falsches Leben, wahre Liebe)
- 2021: Ostwind – Der große Orkan
- 2021: In aller Freundschaft (Fernsehserie, Folge 24x26)
- 2021: Unbreakable - Wir machen Dich stark! (Teilnehmer, Reality-Show)
- 2024: Forsthaus Rampensau Germany (Teilnehmer, Reality-Show)